# Traité de Nertchinsk

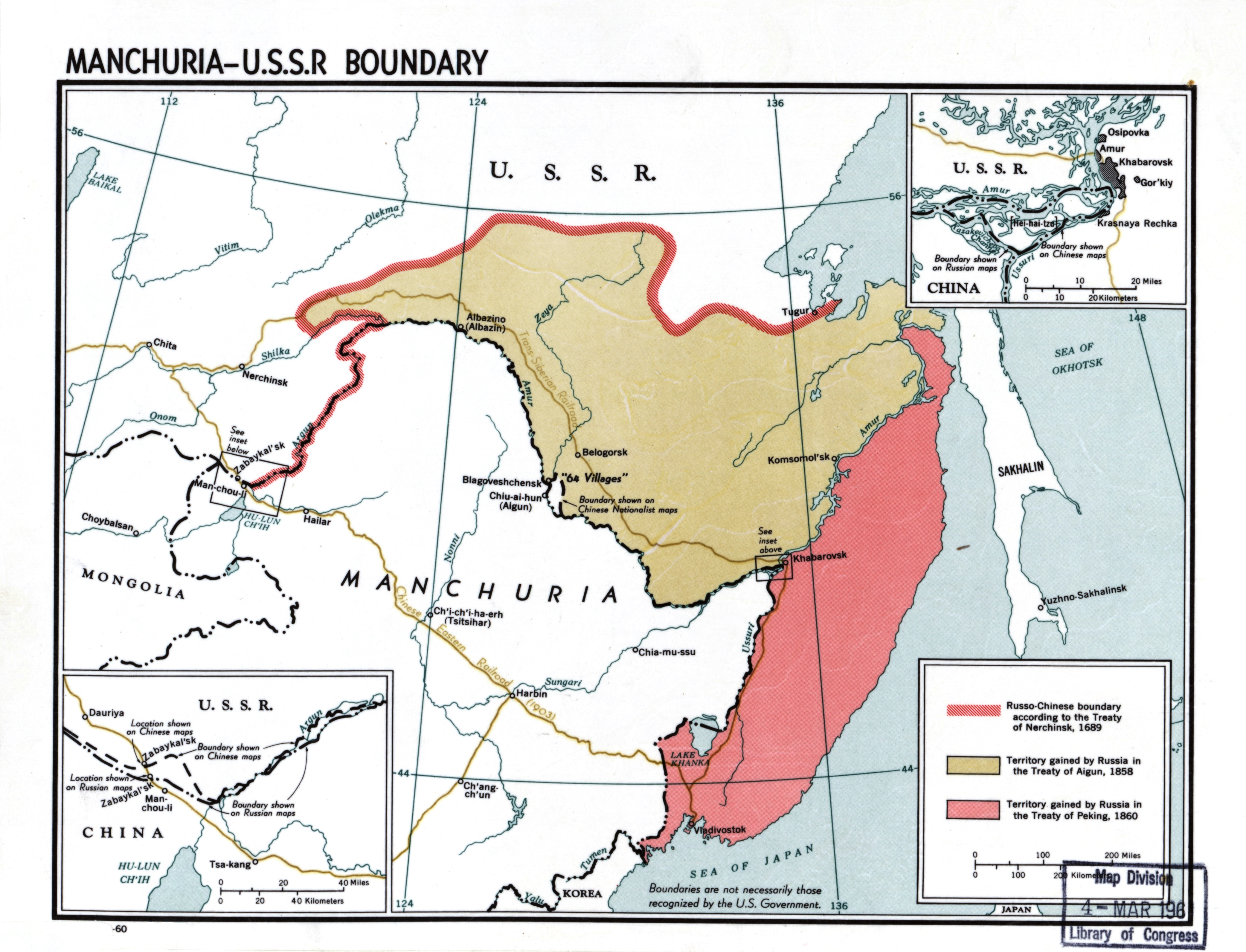
Carte de 1960 montrant d'un trait rouge la frontière de la Mandchourie de 1689 à 1858 fixée par le traité de Nertchkinsk.

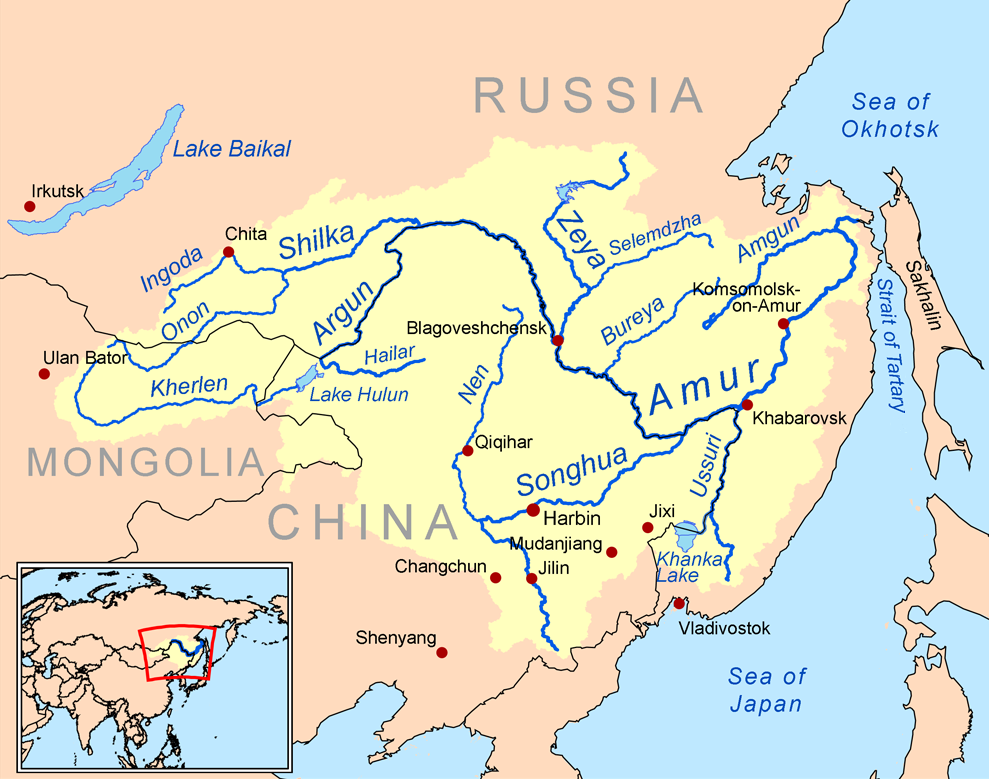
Le fleuve Amour (ou Heilongjiang en chinois) et son affluent, l'Argoun (é'ěrgǔnà hé en chinois), séparent aujourd'hui la Russie de la Chine.

Le traité de Nertchinsk (chinois : 尼布楚条约 ; pinyin : Níbùchǔ tiáoyuē ; russe : Нерчинский договор, translittération : Niertchinskii Dogovor) est un important traité de paix conclu entre l'empire Qing et la Russie, portant la frontière de celle-ci au-delà du lac Baïkal. Signé le 6 septembre 1689 (27 août du calendrier julien) dans la petite ville de Nertchinsk, il délimite la frontière entre la Chine et la Russie (en Sibérie), et met fin à un conflit militaire dont l'enjeu était la région du fleuve Amour.

## Signataires
Nertchinsk est le premier traité signé entre la Chine et une puissance européenne. Le signataire russe était Vassili Golitsyne, agissant pour le compte de la régente Sophia Alexeïevna, demi-sœur du futur Pierre le Grand, et du côté chinois Songgotu, agissant au nom de l'empereur Qing, Kangxi.
Deux jésuites proches de l'empereur Kangxi, l'astronome français Jean-François Gerbillon et le musicien portugais Thomas Pereira, accompagnaient la délégation chinoise comme conseillers et interprètes. Ils prirent une part active aux négociations.
Le traité fut traduit en cinq langues : le russe, le mandchou, le chinois, le mongol et le latin, les deux jésuites (Jean-François Gerbillon et Thomas Pereira) étant les traducteurs.

## Contenu

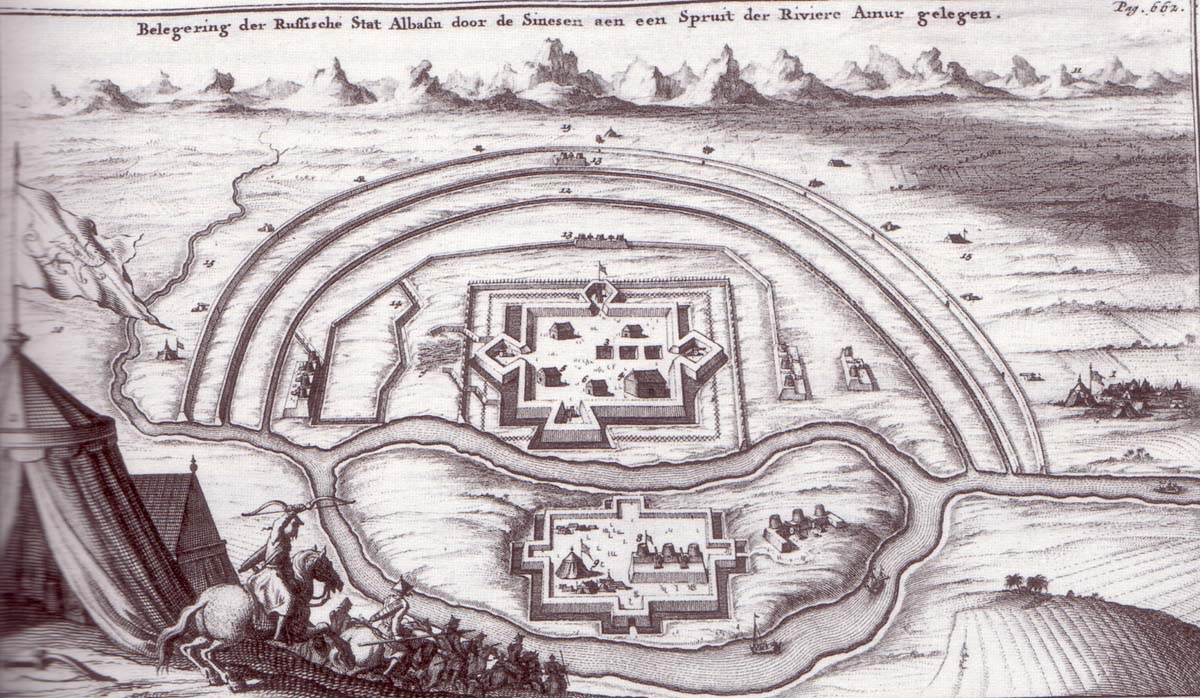
Forteresse d'Albazine.

Par ce traité, la Russie renonçait à l'accès à la mer du Japon, mais établissait des relations commerciales avec la Chine. La forteresse russe d'Albazine, qui avait été une source de conflit entre la Russie et la Chine, est abandonnée et rasée.
La frontière établie entre la Russie et la Chine devait suivre les monts Stanovoï et le fleuve Argoun. Les clauses du traité furent révisées, au profit de la Russie, par le traité d'Aigun de 1858 et le traité de Pékin de 1860, qui fixèrent la frontière russo-chinoise à peu près telle qu'elle est aujourd'hui.